# Locmaria
Locmaria település Franciaországban, Morbihan megyében. Lakosainak száma 973 fő (2022. január 1.). Locmaria Bangor és Le Palais községekkel határos.

## Népesség
A település népességének változása:
| Lakosok száma | 580  | 602  | 618  | 784  | 848  | 870  | 868  | 931  | 962  | 973  |
|               | 1968 | 1982 | 1990 | 2006 | 2013 | 2015 | 2017 | 2019 | 2020 | 2022 |